# Hrabství Fermanagh
Hrabství Fermanagh (anglicky County Fermanagh, irsky Contae Fhear Manach či skotsky Coontie Fermanagh) je severoirské hrabství, patřící do bývalé provincie Ulster. Sousedí s hrabstvím Tyrone na severu a s irskými hrabstvími Monaghan, Cavan a Leitrim na jihu a Donegal na severu.
Hlavním městem hrabství je Enniskillen. Hrabství má rozlohu 1691 km² a žije v něm 57 527 obyvatel.
Mezi zajímavá místa patří například jezera Upper a Lower Lough Erne.